# WRB – Wien II bis Altmannsdorf
1435
Die Dampflokomotiven „WIEN II“, „HIETZING“, „SCHÖNBRUNN“, „BELVEDERE“, „LICHTENSTEIN“ und „ALTMANNSDORF“ waren Personenzuglokomotiven der Wien-Raaber Bahn, die sich auch zeitweise Wien-Gloggnitzer Bahn nannte.
Diese sechs Lokomotiven waren die ersten in der gesellschaftseigenen Maschinenfabrik (der späteren Lokomotivfabrik der StEG) unter der Leitung von John Haswell gefertigten Maschinen.
Sie wurden 1840/41 geliefert.
Da man noch nicht in der Lage war, gekröpfte Achsen herzustellen, hatten sie nach amerikanischem Vorbild Achsfolge 2'A.
Die Tabelle gibt mehrere mögliche Werte, wo die Angaben über die Dimensionen differieren.
Die erste Lokomotive musste natürlich „WIEN“ heißen; daher wurde die schon vorhandene „WIEN“ in „PRESSBURG“ umbenannt.
Die „SCHÖNBRUNN“ explodierte 1847.
Die restlichen fünf Maschinen kamen 1853 zur südlichen Staatsbahn, die sie 1857 ausschied.